# Antonius Abtkerk (Schaijk)
De Antonius Abtkerk is een rooms-katholieke kerk in de Nederlandse plaats Schaijk. De kerk is gewijd aan Antonius van Egypte. In 1661 wordt voor het eerst Antonius Abt als parochieheilige genoemd.
Schaijk had vanaf de 15e eeuw een kapel (de vroegste vermelding van een kapel in Schaijk dateert van 1421) gewijd aan St. Cornelius en St. Hubertus, die onderdeel was van de parochie van Herpen. In de loop der tijd werd de kapel uitgebouwd tot een kleine kerk. In 1667 werd de kerk van Schaijk een zelfstandige parochiekerk, die aan de H. Antonius Abt was toegewijd. Door de ligging van Schaijk net in het vrije Land van Ravenstein kwamen veel katholieken van buiten het Land van Ravenstein in Schaijk kerken. De groei verantwoordde de bouw van een grotere kerk in 1827, een neoclassicistische waterstaatskerk. Hierbij werd de bestaande kerk afgebroken, maar de in romaanse stijl gebouwde kerktoren bleef behouden. De staat van deze kerk was niet al te best, mede door hergebruik van materialen van de oude kerk. De kerk werd eind 19e eeuw eveneens te klein bevonden waarop een nieuwe kerk werd gebouwd. Dit gebeurde door tussentijdse geldgebreken in meerdere fases naar ontwerp van Petrus Stornebrink. In de jaren 1894 tot en met 1896 werd het koor vervangen, in 1901 en 1902 het schip en wordt de bestaande toren ommetseld en verhoogd. In 1907 werd de hernieuwde kerk ingewijd door bisschop Wilhelmus van de Ven.
In 1967 kreeg de “Bossche School” architect Jan de Jong uit Schaijk de opdracht om het interieur aan te passen aan de nieuwe liturgische voorschriften van het Tweede Vaticaans Concilie. De oude neogotische kerkbanken maakten plaats voor kunststof stoelen, muurschilderingen verdwenen onder een grijze verflaag, pijlers en gewelven kregen een grijze verflaag en de gebrandschilderde ramen in het priesterkoor werden door gordijnen aan het oog onttrokken en er werd veel opgeruimd. Tevens werd de entree omgevormd tot een doopkapel. Er kwam bovendien een ander altaar, dat een meer centrale plek krijgt, dichter bij de gelovigen. Verder werd een gewassen betonvloer gestort.
Aan de buitenzijde veranderde alleen het vooraanzicht doordat de hoofdingang werd afgesloten en het oude portaal werd omgebouwd tot doopkapel. Het interieur onderging een totale gedaanteverandering. Bij veel parochianen bracht dit een golf van verontwaardiging teweeg. Zij herkenden "hun" kerk niet meer terug. In de jaren die volgden werden toch weer verschillende aankopen gedaan om het interieur aan te passen aan de tijdgeest. Zo werd er een oud “Smits” orgel (1754-1854) aangeschaft en voor in de kerk geplaatst. Na een grondige renovatie is het Deventer-Smits-orgel in 2003 aangewezen als rijksmonument. De kerk zelf is aangewezen als gemeentelijk monument. Het Pels-orgel op het koor werd in 2004 gerenoveerd zodat het ook weer bespeeld kon worden.
Alhoewel het kerkbestuur al in 1941 gewezen werd op de slechte toestand van de toren heeft het tot 1974 geduurd alvorens de herstelwerkzaamheden konden worden uitgevoerd. Hierbij werd de bovenkant van de toren aangepast. In 1997 werd de toren andermaal onder handen genomen. In 2009 is aan de binnenzijde de kerk geheel opnieuw geschilderd in gepaste warmere kleuren en zijn er weer enkele versieringen teruggebracht. De gebrandschilderde ramen zijn in de jaren '80 weer zichtbaar gemaakt. De stoelen zijn weer verdwenen en hebben plaats gemaakt voor zwarte houten banken in de stijl van de Bossche School, overgenomen van de parochie uit Uden. Sommige van deze veranderingen zijn later ongedaan gemaakt.
Voor de kerk staat een Heilig Hartbeeld dat in 1925 geplaatst is.

## Orgels

#### Hoofdorgel
In 1932 gebouwd door de firma Bernard Pels & Zoon (Alkmaar). Nico van Duren (Maren-Kessel) restaureerde het orgel in 2003/2004.

#### Koororgel
Het koororgel (Rijksmonument) is in 1754 gebouwd Matthijs van Deventer (Nijmegen) voor de oude Sint Vincentiuskerk te Velp (Noord-Brabant). Het is in 1854 door F.C. Smits (Reek) uitgebreid met een tweede manuaal met drie registers. In 1971 heeft firma Gebr. Vermeulen het orgel gerestaureerd en overgeplaatst naar Schaijk.

## Monumentomschrijving Rijksdienst
R.-k. kerk St. Antonius Abt vanwege het tweeklaviers orgel met aangehangen pedaal, gemaakt door M. van Deventer in 1754, uitgebreid door F.C. Smits in 1854, oorspronkelijk voor de r.-k. kerk te Velp (N.-B.), in 1971 geplaatst in de r.-k. kerk te Schaijk.

## M.I.P. omschrijving(MIP nummer: MK098-000076)
- Bouwstijl: Neo-Gotiek
- Bouwperiode : 1894 tot: 1902
- Gevels en materialen: Baksteen, driebeukig met absis. Dwarsbeuk met vijfkantige beëindiging. Vierkante toren. Kleinere zeskantige traptorentjes er tegenaan.
- Vensters en deuren: Maaswerk in neo-gotische stijl.
- Dak en bedekking: Zadel- en lessenaarsdaken, spitsen met leidekking.
- Bijgebouwen: Omgeven door kerkhof, muur en poortgebouw 1941.
- Interieur: Kruisribgewelven. Orgel uit 1754 van Matthijs van Deventer, in 1854 door F.C. Smits uitgebreid.
- Bijzonderheden: Heilig Hart beeld, J. Custers 1925. Restauratie kerk door J. de Jong. Oorspronkelijke toren is ommetseld en verhoogd.

## Glas-in-loodramen
De kerk heeft 3 figuratieve glas-in-loodramen, vervaardigd door atelier Frans Nicolas en Zonen, Roermond. De ramen hebben afbeeldingen met de volgende onderwerpen:
- de Heilige Familie
- Huwelijk van Tobias en Sara
- de doop in de Jordaan

De ramen zijn met foto's beschreven op www.verhaleninglasinlood.nl de website over verhalen in glas in lood.

## Bedevaart
Omstreeks 1800 vonden bedevaarten plaats naar de relieken van St. Lucia in de parochiekerk van Schaijk. Een eeuw later zijn deze bedevaarten weer verdwenen.

### Cultusobject
- De kerk bezit een reliek 'Ex Ossibus Ste Luciae' ('Uit het gebeente van St. Lucia') in een ovale zilveren theca (Ø ca. 3 cm) met een oogje. Het botpartikel is bevestigd op een groen stukje stof. Onder het stukje bot is een papiertje vastgemaakt met de tekst 'S. Luciae v.m.' ('Van de H. Lucia maagd en martelares'). Bij de reliek hoort een echtheidscertificaat d.d. 21 april 1845. De reliek moet in 1845 al geruime tijd in bezit van de parochie zijn geweest, aangezien er in 1827 al sprake van is. De ovale theca zit in een ronde zilveren houder (Ø 6 cm) met aan de achterzijde een ring. Een geestelijke kon de houder met deze ring aan een vinger steken om hem ter kusverering op te houden. De houder met reliektheca werd in 1998 aangetroffen in de kluis van de parochiekerk, geplaatst in een reliekmonstrans. Deze stralenmonstrans is van wit metaal, dateert uit de 19e eeuw en is 39,5 centimeter hoog. Hij is niet speciaal voor de Luciareliek gemaakt en kan ook andere reliekhouders bevatten.
- De kerk bezit een bruin geschilderd houten beeld van St. Lucia (hoogte ca. 1,5 m) dat omstreeks 1900 is gesneden. Het is onwaarschijnlijk dat dit beeld een cultusfunctie heeft gehad. Het beeld maakt deel uit van een serie waartoe tevens beelden behoren van de heiligen Antonius Abt, Antonius van Padua, Isidorus en Franciscus Xaverius. Het Luciabeeld hangt aan de linkerzijde van het priesterkoor.

### Verering
- Blijkens aflaatbrieven in het Schaijkse parochiearchief kon sinds 1782 ter ere van de kerkpatroon St. Antonius Abt en van St. Lucia een volle aflaat worden verdiend op beider feestdagen. Hieraan werd door Paus Pius VI in 1788 een volle aflaat toegevoegd die speciaal ter ere van Lucia kon worden verworven op haar feestdag (13 december) en de daarop volgende zondag. In de jaren tachtig van de 18e eeuw heerste in Schaijk en omgeving een hevige rode-loopepidemie (een vorm van dysenterie). Lucia werd beschouwd als patrones tegen de rode loop (vgl. ⟶ Steensel). De epidemie zal dan ook tot de aanvraag van de aflaten in Rome aanleiding hebben gegeven.
- De aflaten en de Luciareliek wijzen op een intensieve verering van Lucia aan het einde van de 18e en in de eerste helft van de 19e eeuw. Dit wordt bevestigd door een litanie uit 1827 waaruit tevens het bedevaartkarakter van de devotie blijkt:
[...] Lucia [...] wier H. Reliquien met grooten toeloop en devotie, op den feestdag en Zondag daar op volgende, als ook op alle bijzondere feestdagen van het jaar, uitgesteld en vereert worden in de Parochiale Kerk te Schaijk.
In de litanie wordt Lucia genoemd als 'Bijzondere Patrones tegen den Rooden Loop [dysenterie], Bloedvloed, kwade Kelen, kwade Oogen, heete Koortsen, en andere besmettelijke Ziekten en Kwalen'. Zij is 'Magtige Voorsprakeres van de Parochie Schaijk en andere omliggende Plaatsen'. Overigens is het opvallend dat de litanie werd uitgegeven in het jaar dat de nieuwe parochiekerk gereed kwam. Misschien werd in 1827 extra propaganda voor de verering gemaakt in de hoop op meer bezoekers en daarmee meer inkomsten ter bekostiging van de bouw van de kerk.
- Volgens de geschiedschrijver van het bisdom 's-Hertogenbosch, Schutjes, bestond de bijzondere verering van Lucia zo'n 40 jaar later nog steeds. Over bedevaarten rept hij echter niet. Een spaarzame blijk van de Schaijkse Luciaverering aan het begin van de 20e eeuw (of een poging om de verering nieuw leven in te blazen?) is een brief uit 1905 van een Megense franciscaan in antwoord op een verzoek van pastoor Van Winkel om naspeuringen in het kloosterarchief naar de oorsprong van de Schaijkse Luciaverering. De franciscaan meldt dat hij niets heeft kunnen vinden. Dezelfde pastoor Van Winkel noemt in de dekenale vragenlijst van 1917 Lucia in zijn antwoord op de vraag of er in de parochie een 'geheele speciale devotie tot den eenen of anderen Heilige' bestaat. Verdere tekenen van die verering of een bedevaart zijn niet gevonden.

### Materiële cultuur
- Godslamp van zilver uit 1892, gemaakt door H. van Gardinge uit Eindhoven, met op de sierband St. Lucia, naast Carolus Borromeus en Antonius Abt;
- Ciborie van verguld zilver uit 1913, gemaakt door H. van Gardinge uit Eindhoven, met op de voet St. Lucia, naast Christus, Maria, Jozef, Carolus Borromeus en Antonius Abt.

## Trivia
- In de linker bijsacristie in het verwarmingshok is nog een stukje van de oude muurschildering van de kerk terug te vinden.[1][2]

## Galerij

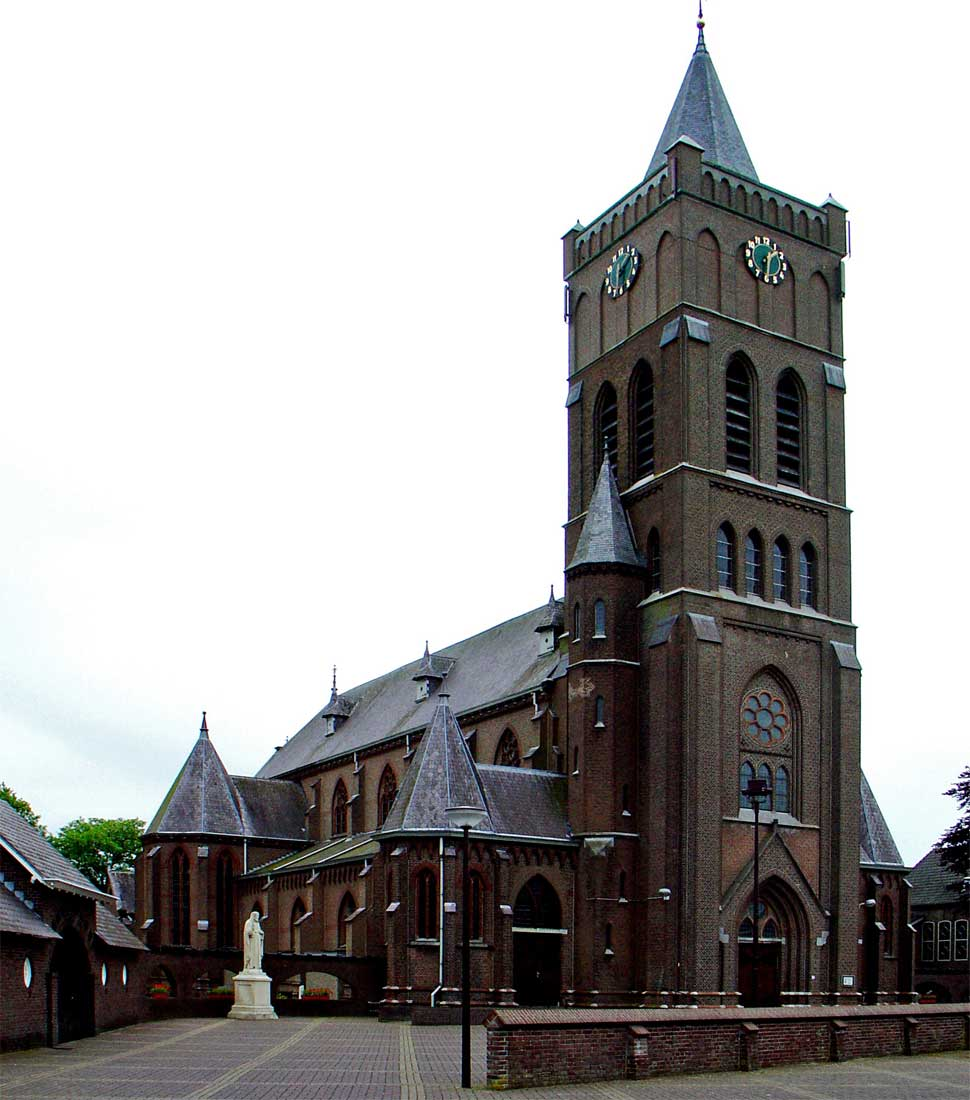
Overzicht noordwestgevel (2008)
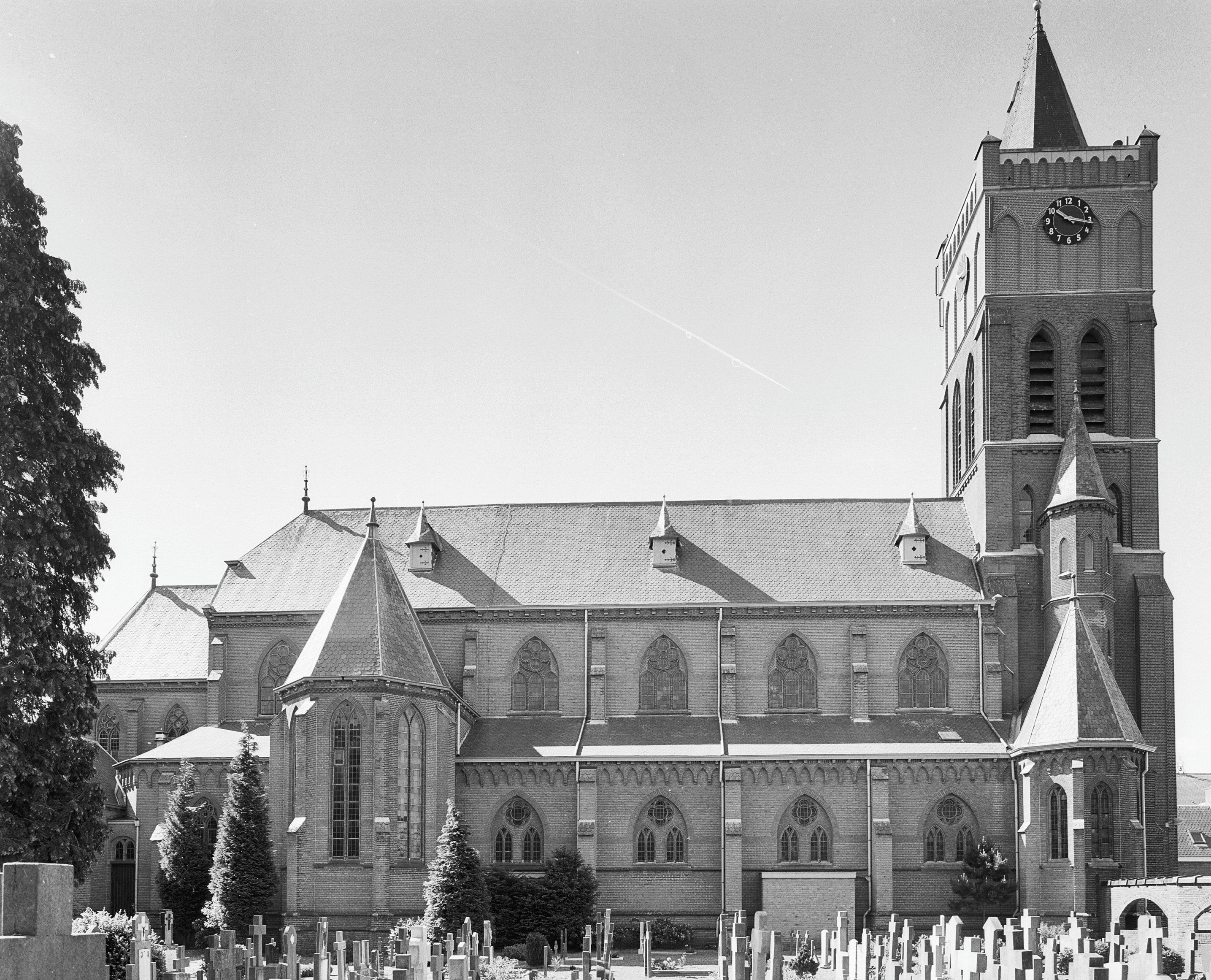
Noordgevel (2002)
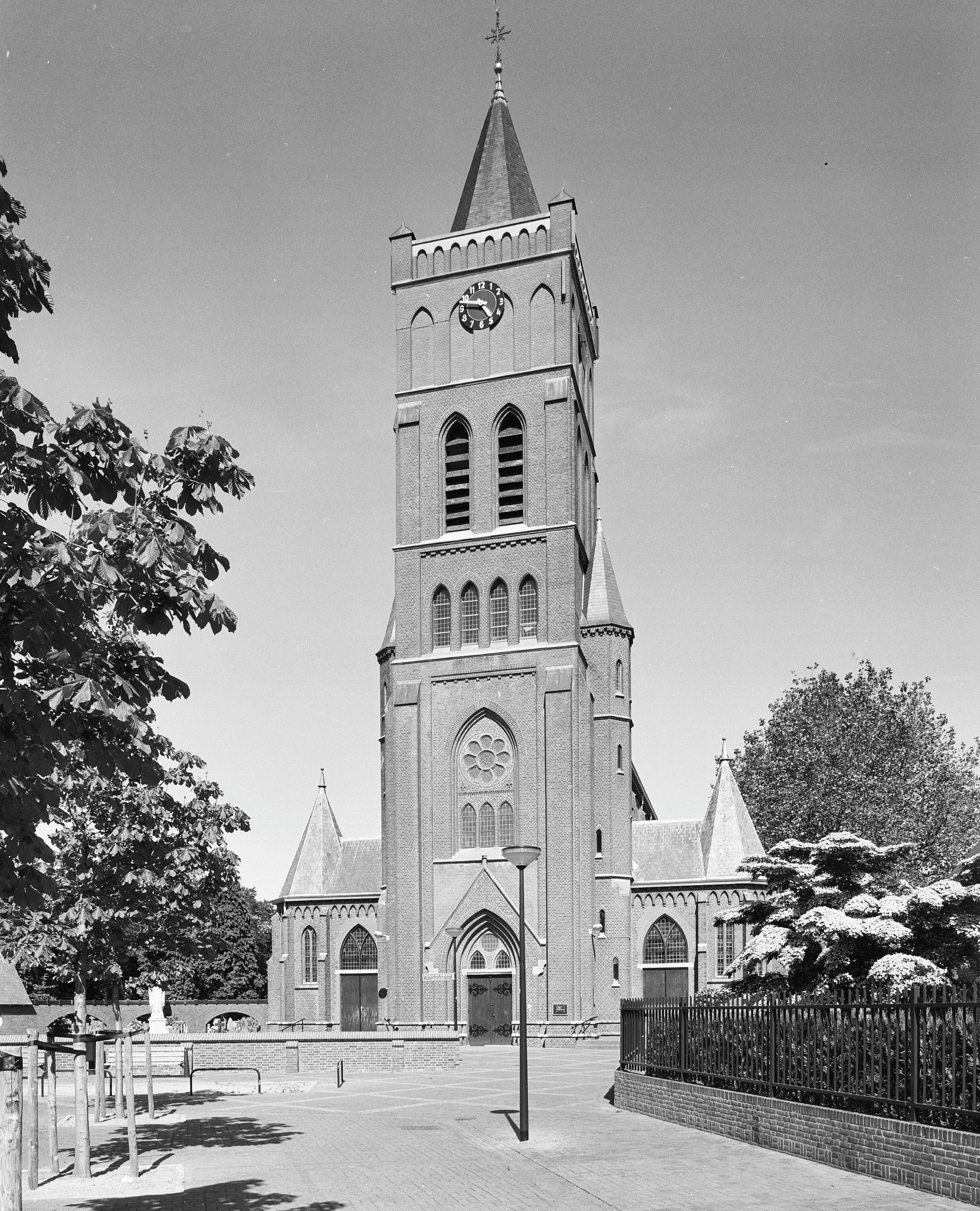
Overzicht toren, westgevel (2002)
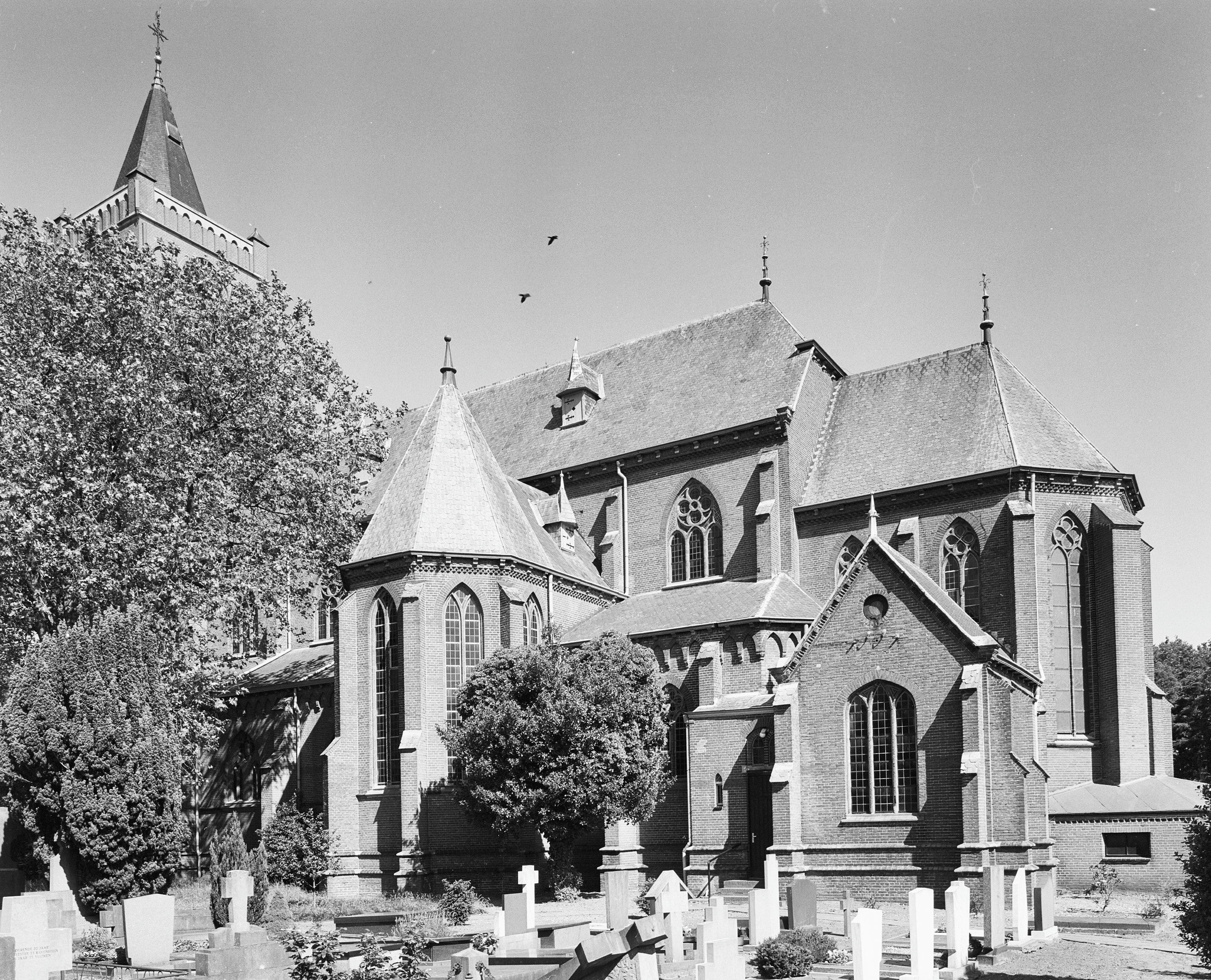
Zuidgevel van schip en koor (2002)
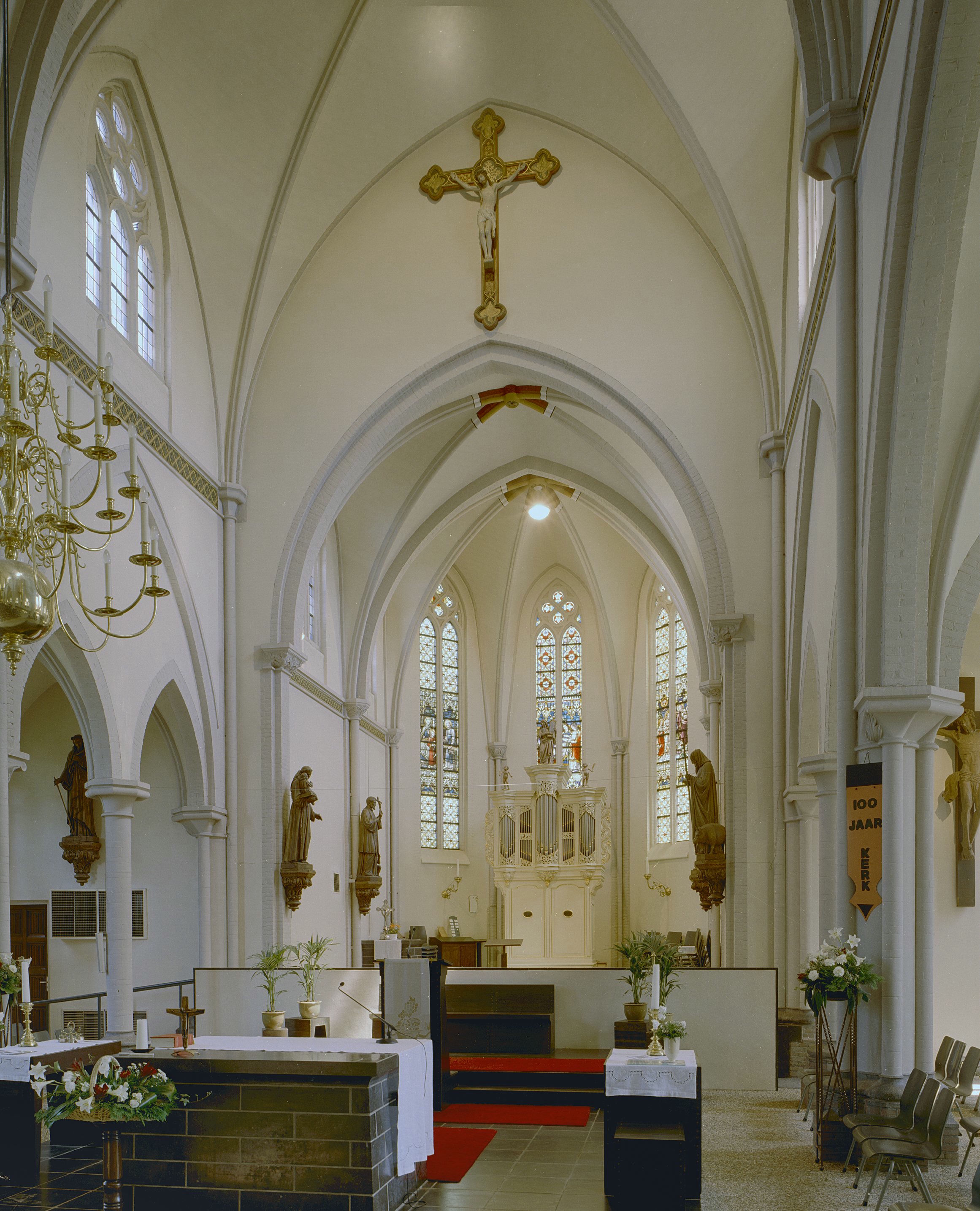
Prieserkoor met Van Deventer-Smits orgel (2002)
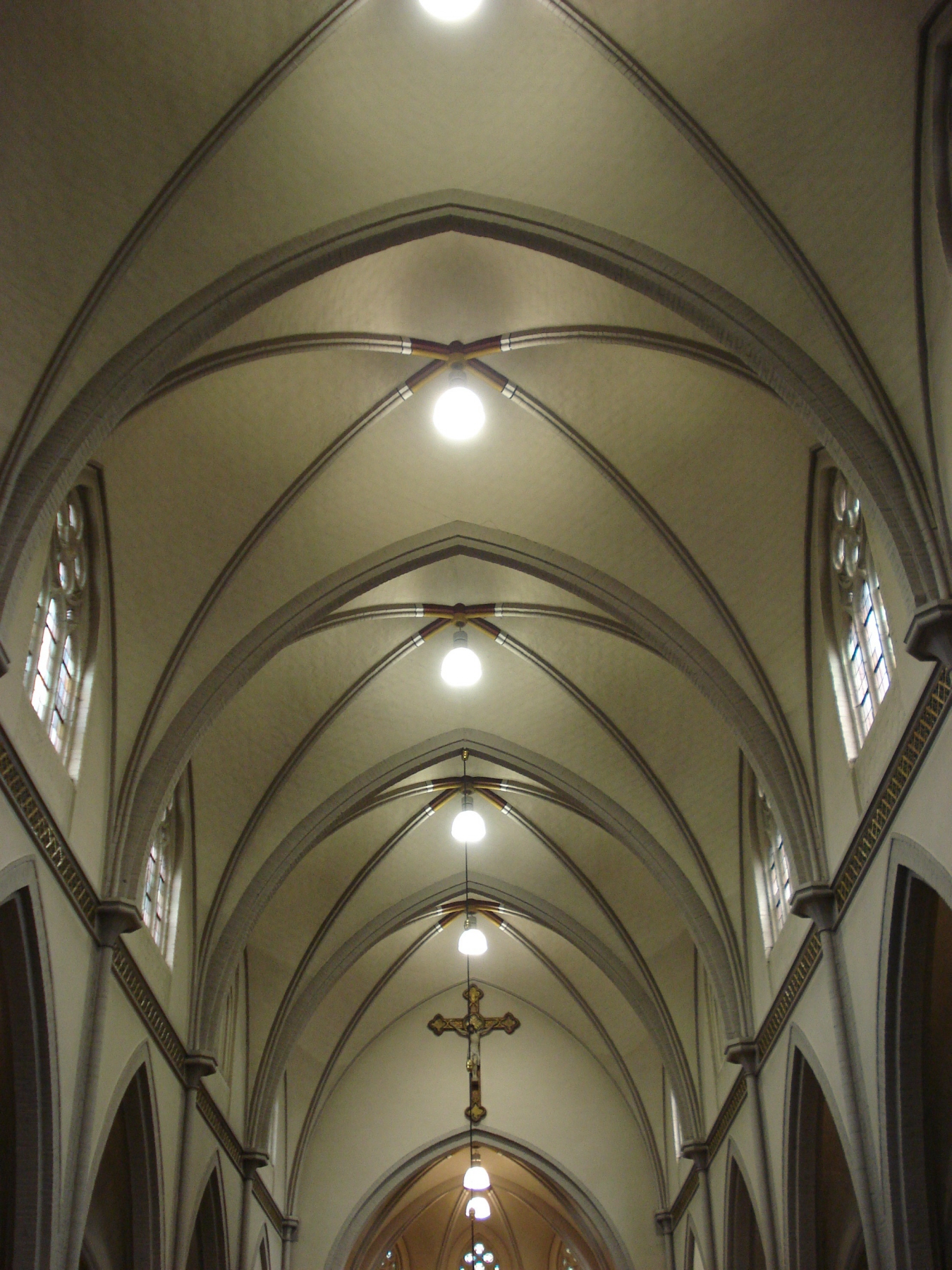
Plafond kerk (2010)
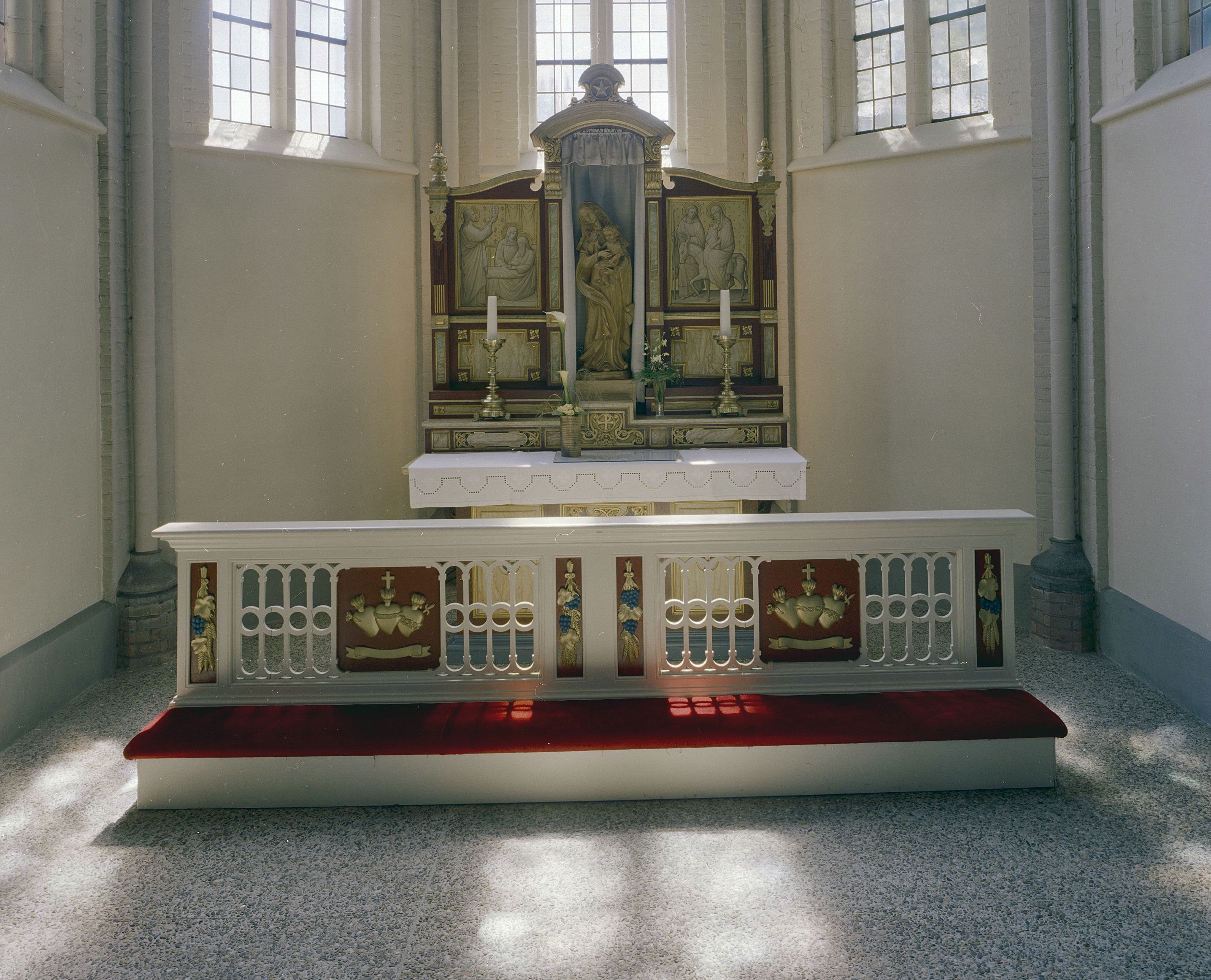
Kapel (2002)
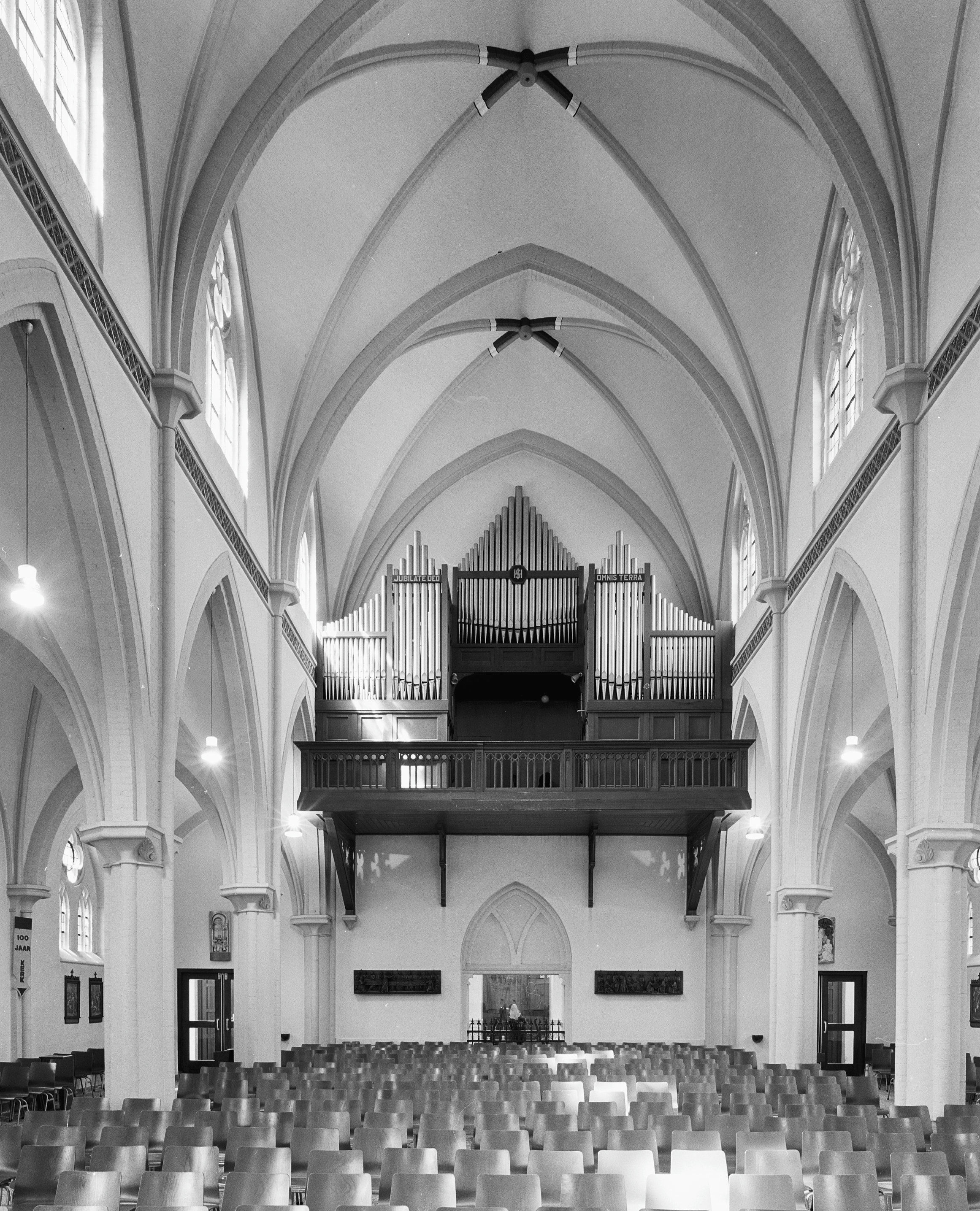
Interieur met zicht op het hoofdorgel (2002)
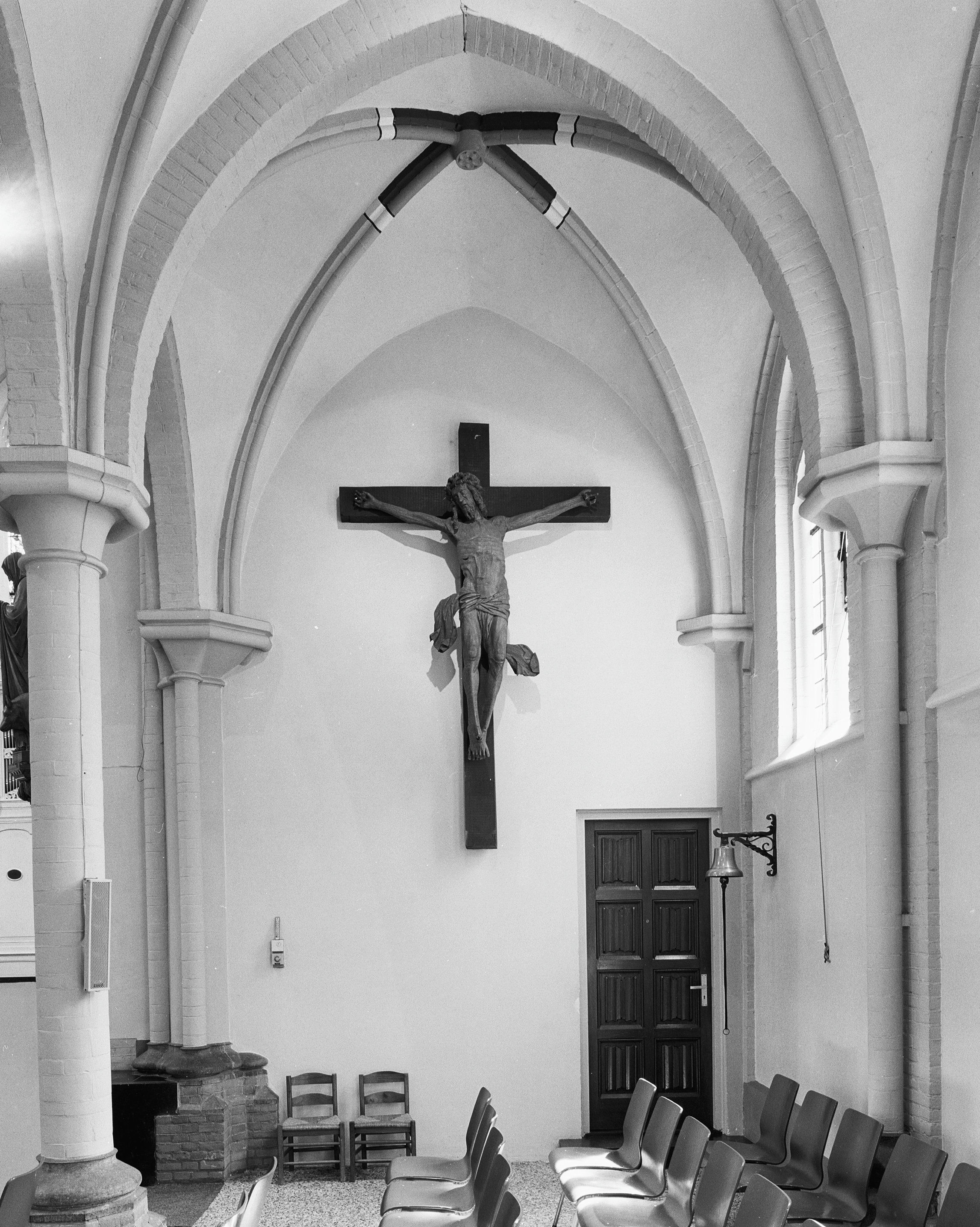
Interieur 15de-eeuws kruisbeeld (2002)
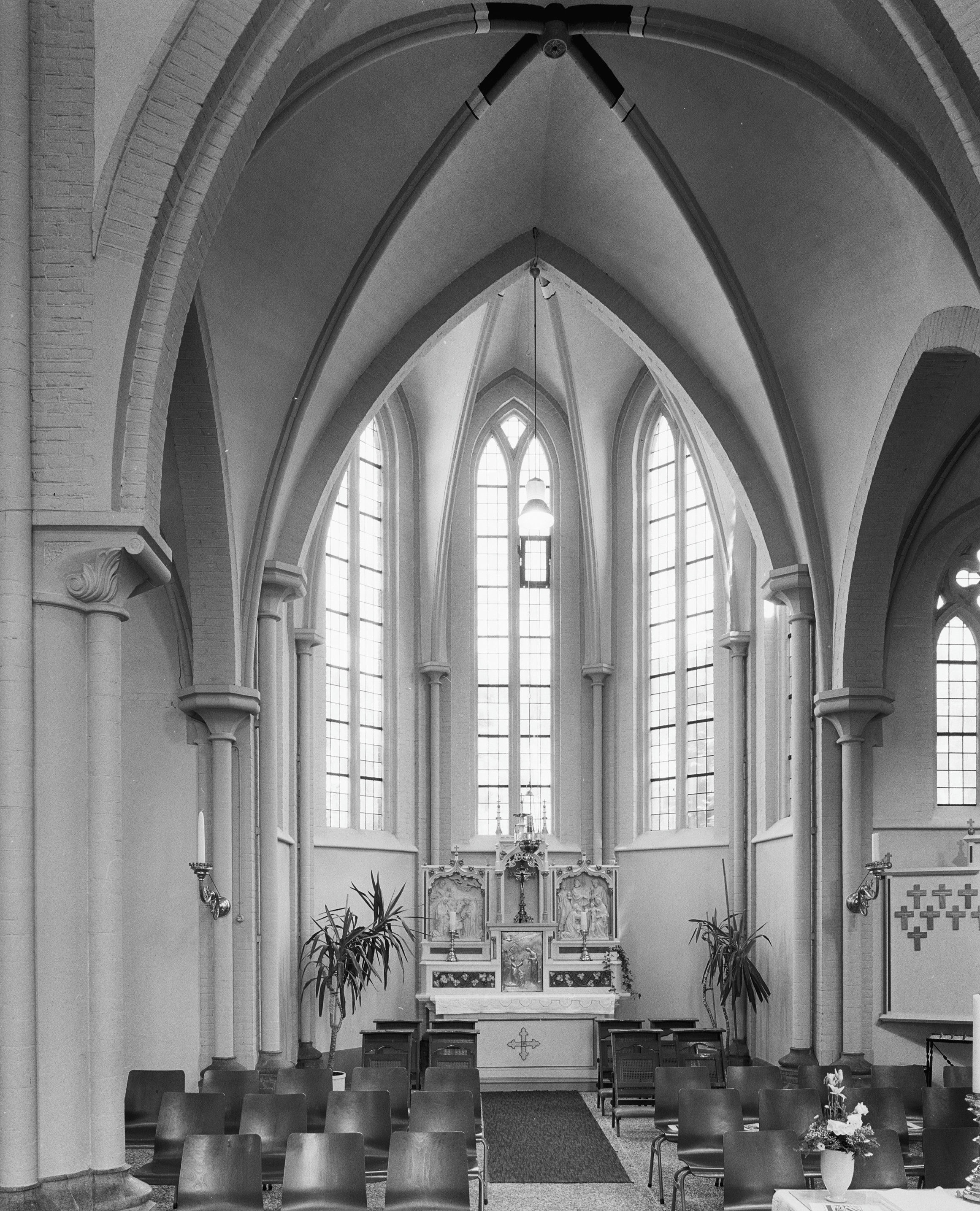
Interieur noordkapel (2002)
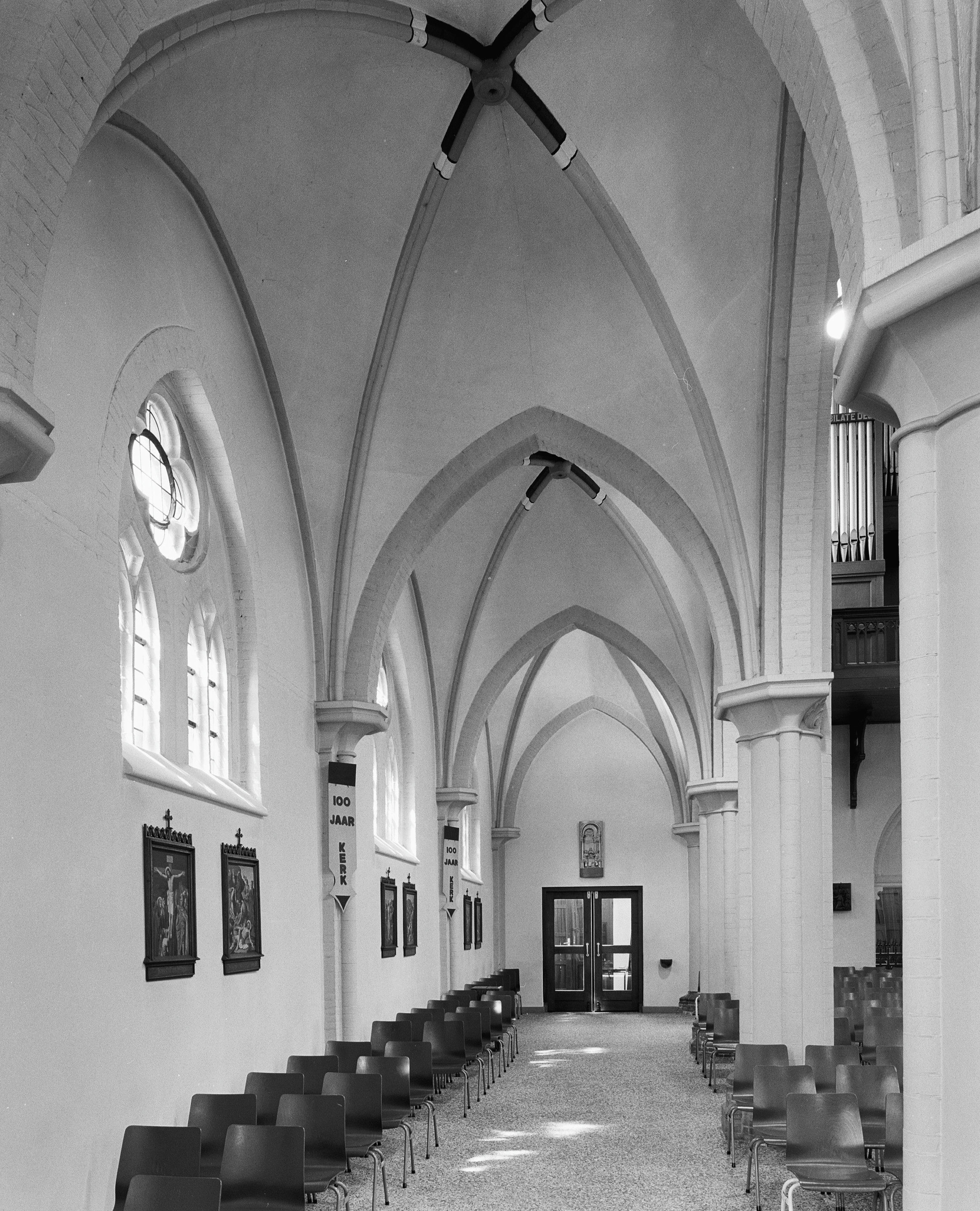
Interieur overzicht zuiderzijbeuk naar het westen (2002)
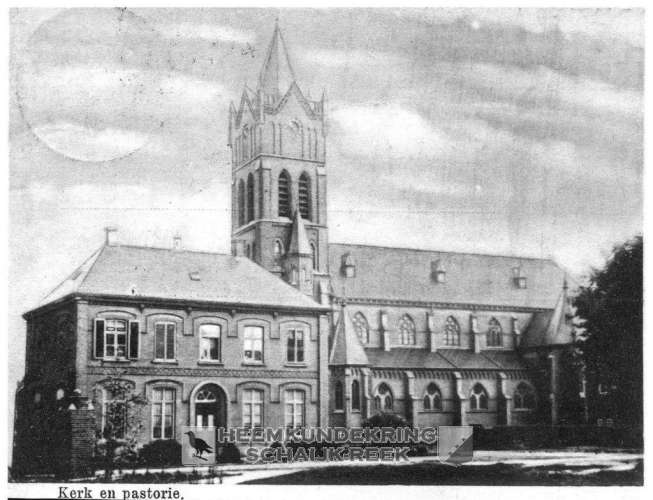
Antonius Abtkerk en pastorie 1904
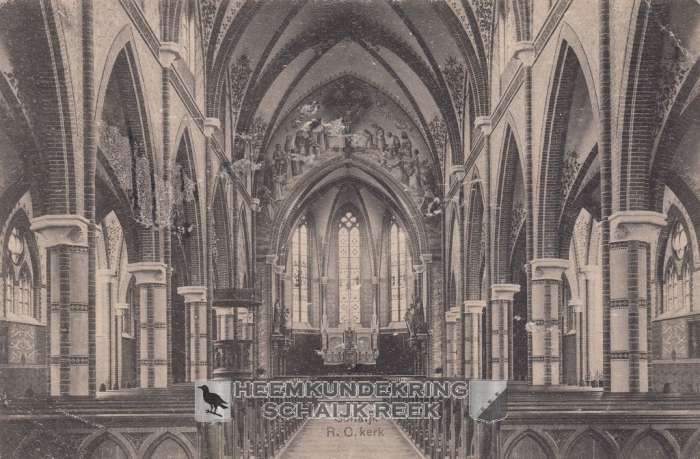
Interieur 1907-1918
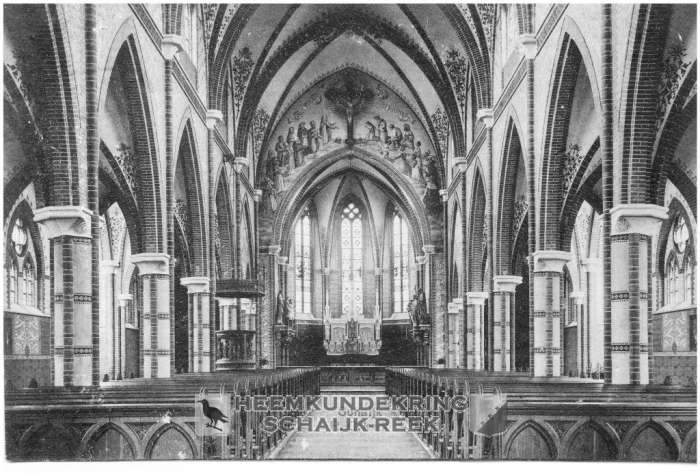
Interieur 1930-1960
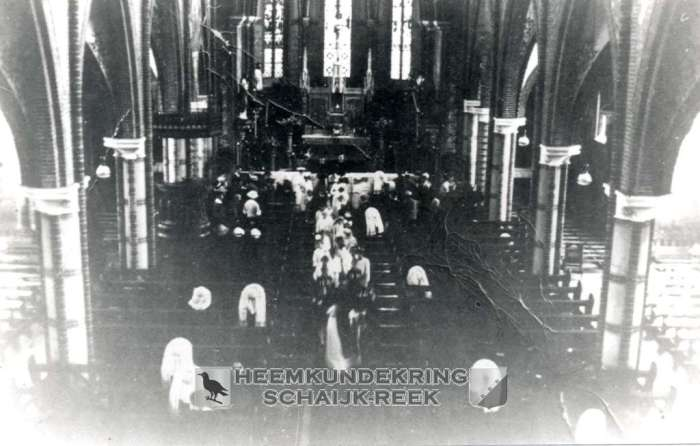
Interieur 1938
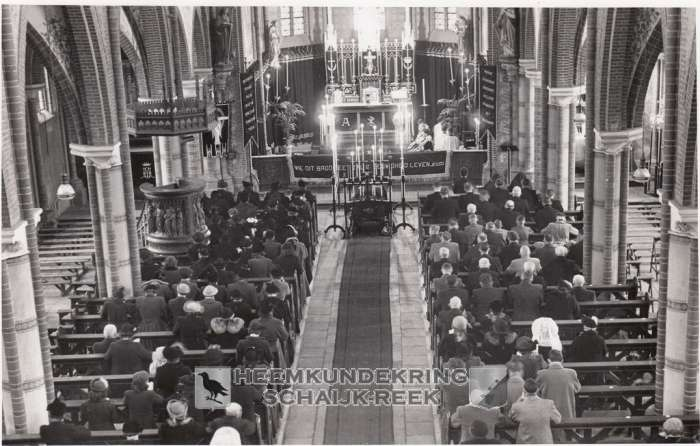
Interieur 1953
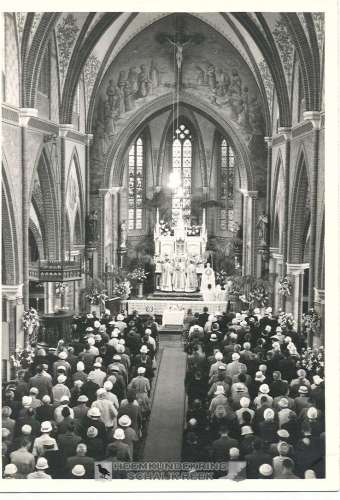
1e H.Mis van neomist Frans Jans in 27 mei 1961
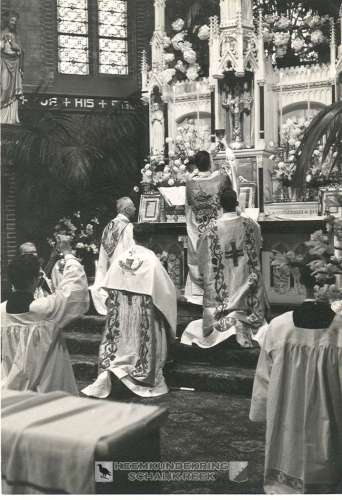
Interieur 1961
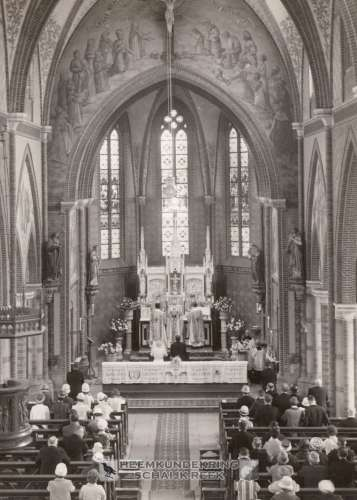
Interieur 1963
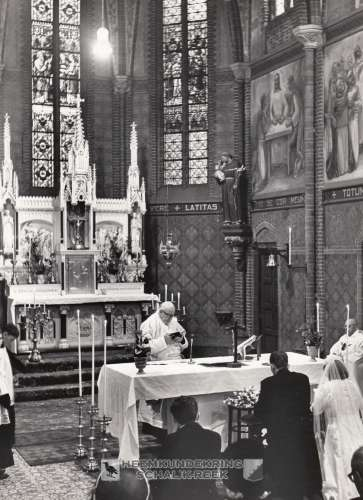
Interieur 1960-1967
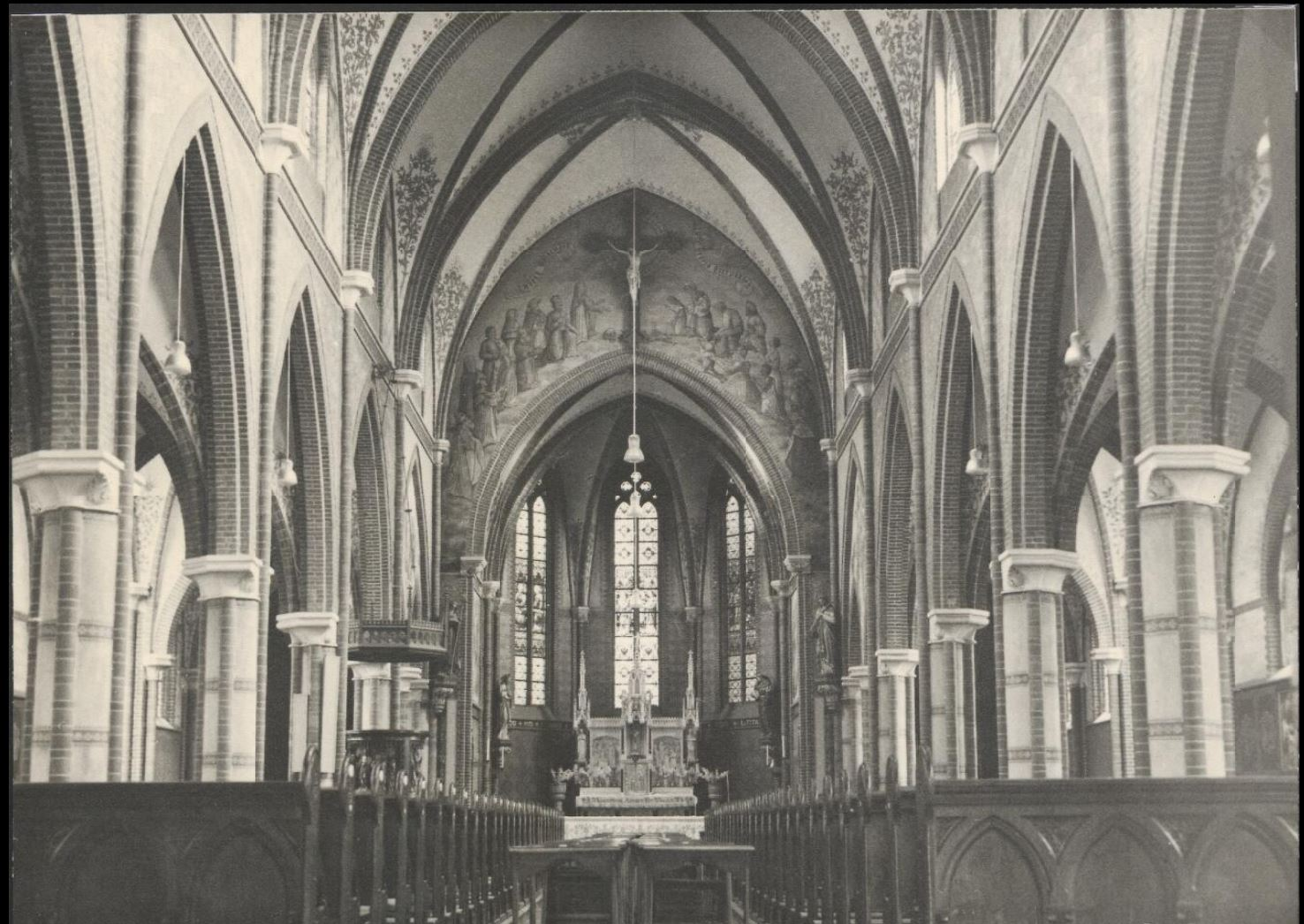
Interieur voor 1967
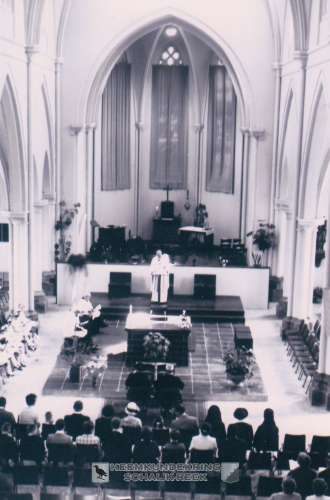
Interieur 1967-1968
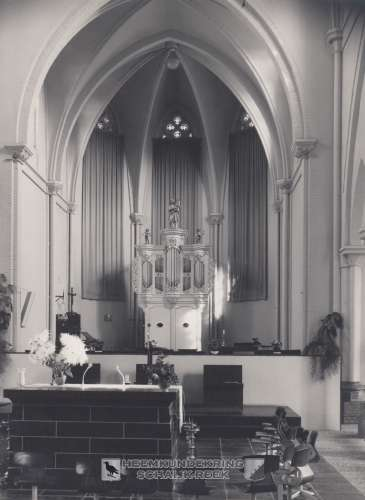
Interieur 1968-1980
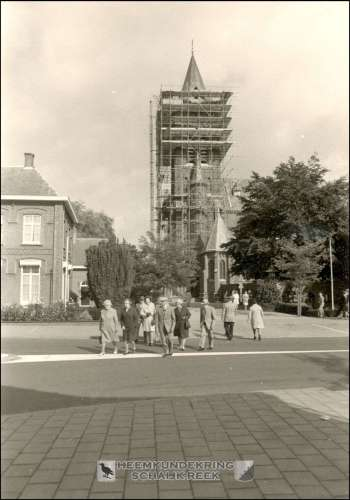
Restauratie 1974